# Le Rouret
Le Rouret település Franciaországban, Alpes-Maritimes megyében. Lakosainak száma 4198 fő (2022. január 1.). Le Rouret Le Bar-sur-Loup, Châteauneuf-Grasse, Opio és Roquefort-les-Pins községekkel határos.

## Népesség
A település népességének változása:
| Lakosok száma | 1208 | 2315 | 2927 | 3763 | 3989 | 4003 | 3999 | 4072 | 4115 | 4198 |
|               | 1968 | 1982 | 1990 | 2006 | 2013 | 2015 | 2017 | 2019 | 2020 | 2022 |